# زن (فیلم ۱۹۱۸)
زن (انگلیسی: Woman) فیلمی در ژانر درام است که در سال ۱۹۱۸ منتشر شد.